# Grupa A
Grupa A (1982-1996) – Grupa samochodów w WRC, która miała za zadanie wprowadzenie granic do świata rajdów samochodowych. Powstała jako następczyni kontrowersyjnej Grupy B, w której wypadki śmiertelne zadecydowały o jej zamknięciu. Jednak koszty związane z produkcją samochodów, na których bazowały samochody biorące udział, spowodowały upadek Grupy A.

## Początki
W 1982 roku zostały wprowadzone zmiany, które sprawiły, że Grupa 2 i Grupa 4 zmieniły nazwę na kolejno Grupę N oraz Grupę A. Obie grupy tyczyły się segmentu samochodów produkcyjnych. Oznacza to, że koncerny samochodowe w celu wzięcia udziału w rajdach musiały wyprodukować swoje pojazdy na rynek w następujących liczbach:
| Wersja drogowa      | 25 000 egzemplarzy |
| Wersja sportowa     | 2 500 egzemplarzy  |
| Do dalszej ewolucji | 500                |

Produkcja tych pojazdów wiązała się z ogromnymi stratami finansowymi i nie każdy koncern mógł sobie na to pozwolić. Był to ogromny wydatek, lecz samochód z homologacją Grupy A mógł startować w Grupie N i na odwrót. Jednak jedynie w grupie A można było modyfikować pojazdy według podanych kryteriów.

## Seria wypadków i śmierci

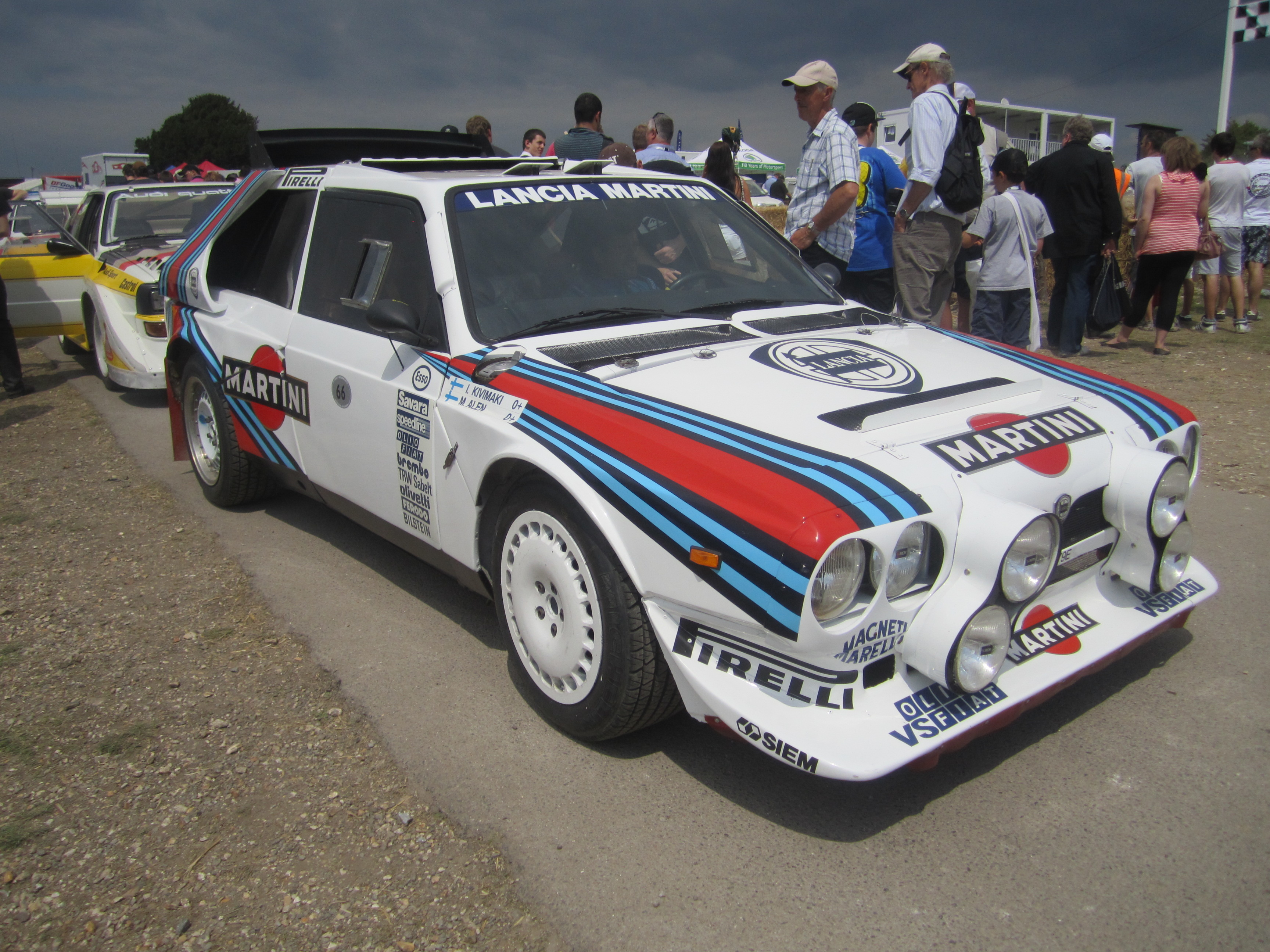
Lancia, w której zmarła załoga Toivonen/Cresto

Grupa A jak i Grupa N były pobocznymi grupami, lecz seria wypadków samochodów Grupy B spowodowała, że po tych tragediach prezes FISA Jean-Maria Balestre zdecydował się wycofać całkowicie Grupę B na cześć Grupy A. Grupa B została zastąpiona całkowicie przez Grupę A głównie przez to, iż samochody nie były już możliwe do opanowania, ponieważ ważyły około tony, a stosunek mocy do wagi był bliski 1/2. Powodowało to coraz więcej wypadków śmiertelnych zarówno kibiców jak i kierowców. Ostatni wypadek, który ostatecznie zakończył Grupę B odbył się 2 maja 1986 roku na Rajdzie Korsyki. Henri Toivonen, który ruszał z pozycji Lidera na 18 odcinku specjalnym, wypadł z zakrętu i uderzył prosto w drzewo, a następnie jego samochód spłoną. Fiński kierowca Henri Toivonen, jak i jego amerykański pilot Sergio Cresto zginęli na miejscu. Ten rok był ostatnim, w którym pojazdy homologacji grupy B były dopuszczone do wyścigów. W wyniku tego zdarzenia Grupa A została oficjalnie główną grupą w całej stawce w 1987 roku.

## Zmiany

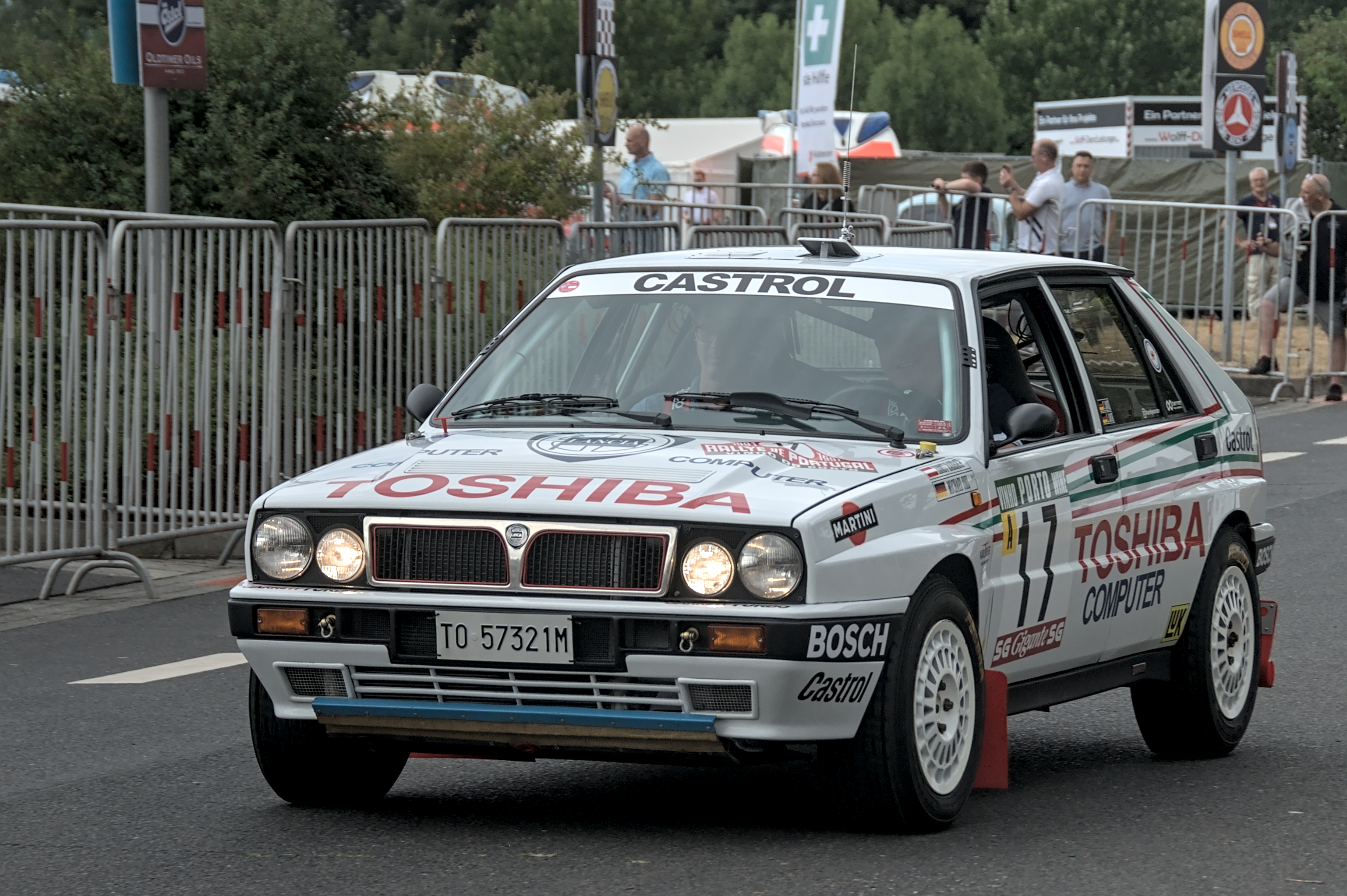
Lancia Delta, o której wypowiada się Markku Alen

Regulacje techniczne były bardziej restrykcyjne w celu zachowania bezpieczeństwa, ale nie umniejszały one emocjom odczuwanym podczas wyścigów na bezdrożach oraz ciasnych odcinkach dróg. Regulacje miały za zadanie ograniczyć możliwości modyfikowania pojazdów, aby nie powtarzały się tragedie z Grupy B. Najlepiej zobrazować to można za pomocą przykładu kierowcy Lancii Markku Alen, który stwierdził po przetestowaniu samochodu przygotowanego do Grupy A „silnik był zepsuty, gdyż auto poruszało się żółwim tempem”. Było to spowodowane różnicą mocy i wagi, jaką dzielą się poszczególne grupy. W grupie B Lancia miała 588 koni mechanicznych, natomiast w Grupie A jedynie 250 koni mechanicznych oraz 300 kilogramów wagi dodatkowej, która znacznie obciążała samochód.

## Ograniczenia i standardy
W przypadku grupy A obowiązywały trzy podgrupy:
| dywizja 3 | samochody o pojemności silnika powyżej 2500 cm³. |
| dywizja 2 | samochody o pojemności silnika 1600-2500 cm³.    |
| dywizja 1 | samochody poniżej 1600 cm³.                      |

Podział na dywizje miał za zadanie zadbać o konkurencyjność Grupy A, aby każda drużyna biorąca udział w wyścigu w swojej klasie miała równe szanse. Jednak oprócz tego pojawiły się ograniczenia dotyczące  modyfikacji, takie jak:
Silnik
- Zwężka − Miała trzymać moc w granicach 300 koni mechanicznych w przypadku 2 L silników. Początkowo wynosiła ona 38 mm, lecz później zdecydowano się na zwężenie jej na 34 mm, aby jeszcze bardziej zmniejszyć przepływ powietrza w układzie dolotowym.
- Moment obrotowy – Przeważnie samochody posiadały w tej grupie od 400−500Nm.

Waga
- Minimalna waga, jaką mogły posiadać samochody wynosiła 1230 kg.

Napęd
- Samochody można było wyposażyć w napęd 4x4, który dawał znaczną przewagę nad pojedynczą osią napędową. Stało się to tak naprawdę wymogiem, aby móc walczyć o podium[6].

## Oszustwo

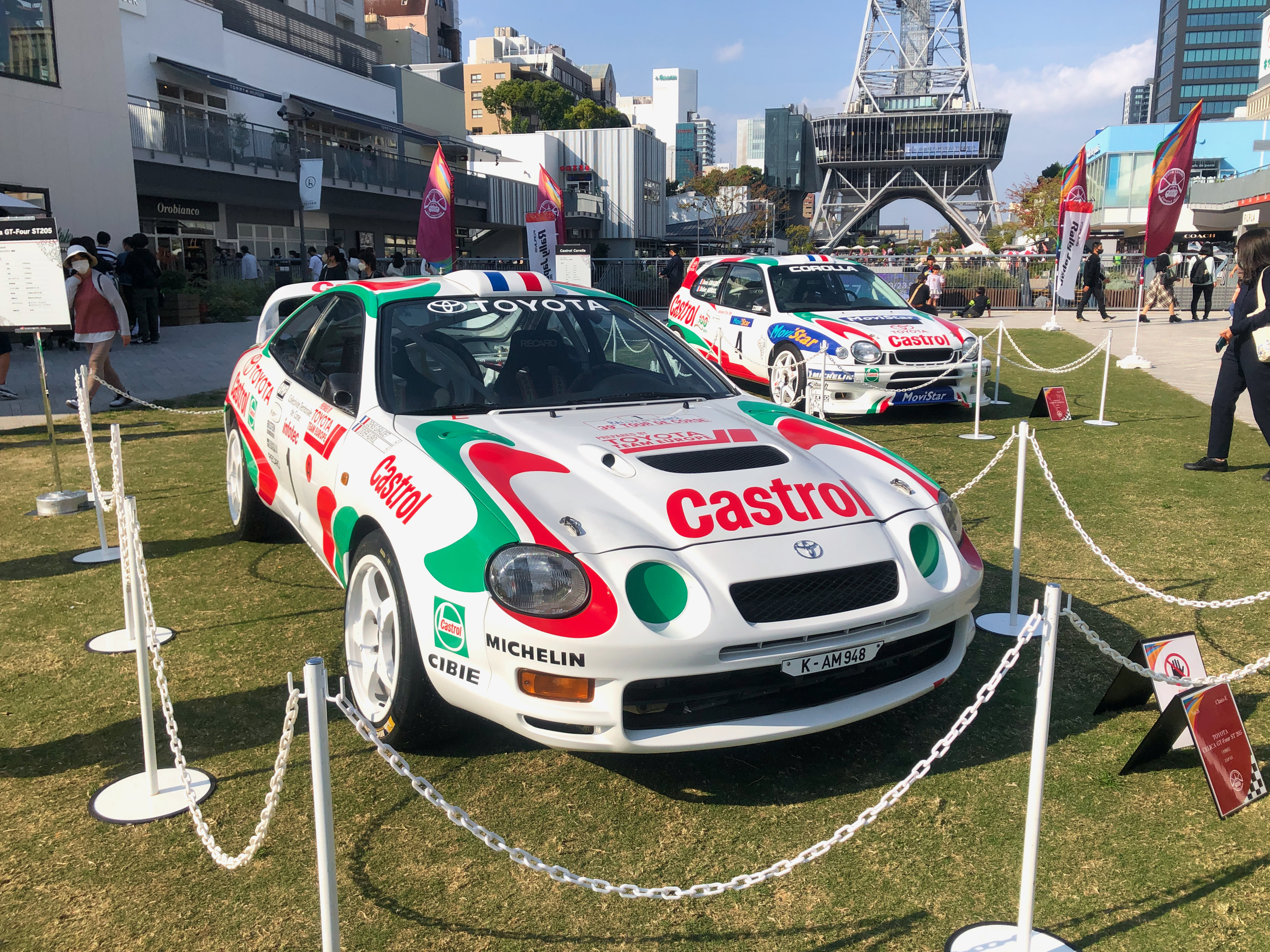
Toyota Celica GT-Four ST205 w której Toyota oszukała konkurencje.

Toyota Celica GT-Four ST165, a później model ST185 działała bardzo dobrze wraz z wybitnymi kierowcami takimi jak Juha Kankkunen oraz Didier Auriol, którzy świetnie wykorzystywali potencjał samochodu. Lata 1993-1994 były udane dla Toyoty i jej kierowców, lecz później, gdy do stawki dołączyły takie samochody jak Subaru Impreza 555 oraz Mitsubishi Lancer Evo, Toyota została w cieniu. Tamte samochody charakteryzowały się niesamowitą zwinnością i bardzo dobrym balansem, przez co samochód Toyoty został zdominowany przez konkurencję. Nie poddała się jednak bez walki, postawiła na proste i sprytne oszustwo. Regulaminowo, zwężka powinna posiadać 34 mm, a dzięki temu ograniczać samochód do 300 km. Toyoty Celica skrywały sprytny system z małą sprężyną zamontowaną przy zwężce dolotu. Na pierwszy rzut oka wszystko wyglądało zgodnie z przepisami, zwłaszcza przy wyłączonym silniku. Jednak pod wpływem wzrostu ciśnienia w dolocie zwężka odchylała się o 5 mm, co zwiększało moc o około 50 km. Przy limicie 300 km dawało to znaczącą przewagę. Toyota uciekłaby od konsekwencji, lecz ich samochód na prostej osiągał znacznie większe prędkości, co przykuło uwagę FIA, przez co po wypadku kierowcy Juha Kankkunena w 1995 roku zadecydowali o dodatkowym sprawdzeniu samochodu. W konsekwencji koncern został zdyskwalifikowany w sezonie 1995 roku oraz musiał przymusowo zrezygnować z konkurencji w 1996 roku. Toyota wróciła w do konkurencji w 1997 roku, lecz już w nowym samochodzie, jakim była Toyota Corolla WRC.

## Samochody
Grupa A:
- Mazda 323 GTX
- Nissan 200SX
- Audi 100 quattro
- Volkswagen Golf GTI
- Toyota Supra Mk3
- BMW M3
- Ford Sierra RS Cosworth[9]
- Ford Escort RS Cosworth
- Lancia Delta HF
- Subaru Impreza 555[10]
- Subaru Legacy RS
- Mitsubishi Lancer Evolution
- Toyota Celica ST165
- Toyota Celica ST205

## Kierowcy
- Hannu Mikkola[11]
- Juha Kankkunen[12]
- Carlos Sainz[13]
- Colin McRae[14]
- Didier Auriol[15]
- Tommi Mäkinen[16]
- Miki Biasion[17]
- Ari Vatanen[18]
- Marcus Grönholm[19]
- Richard Burns[20]
- Stig Blomqvist[21]
- Andrea Aghini[22]
- Bruno Thiry[23]
- François Delecour[24]
- Markku Alén[25]
- Timo Salonen[26]
- Kenneth Eriksson[27]